# مقاطعة هوت ريفر
هات ريفر (بالإنجليزية: Hutt River Principality)‏ هي دولة مجهرية في غرب أستراليا أعلن عن استقلالها الأمير ليونرد جورج كاسلي عام 1970 وحتى الآن لم تحصل على اعتراف من الأمم المتحدة أو من أستراليا أو من مجموعة الكومنولث. وبالرغم من انها تصدر جوازات سفر للمواطنين ولكن في نفس الوقت لايعمل بجواز السفر في أي من البلدان حيث أنه لم يتم الأعتراف به على أي مستوى دولي أو حتى محلي، ويسعى الأمير ليونرد للأعتراف الدولي بالمقاطعة ولكن حتى الآن لم يتم الأعتراف بها مطلقا. ولايمكنك السفر إلى مقاطعة هوت ريفر حتى لو كنت تحمل جواز سفرها. ولاتعترف أستراليا بأي شكل من الأشكال بمقاطعة هوت ريفر بل وتعتبر أي من أوراقها الثبوتية غير قانونية على الإطلاق.

## قضية مقاطعة هوت ريفر الأسترالية في دبي

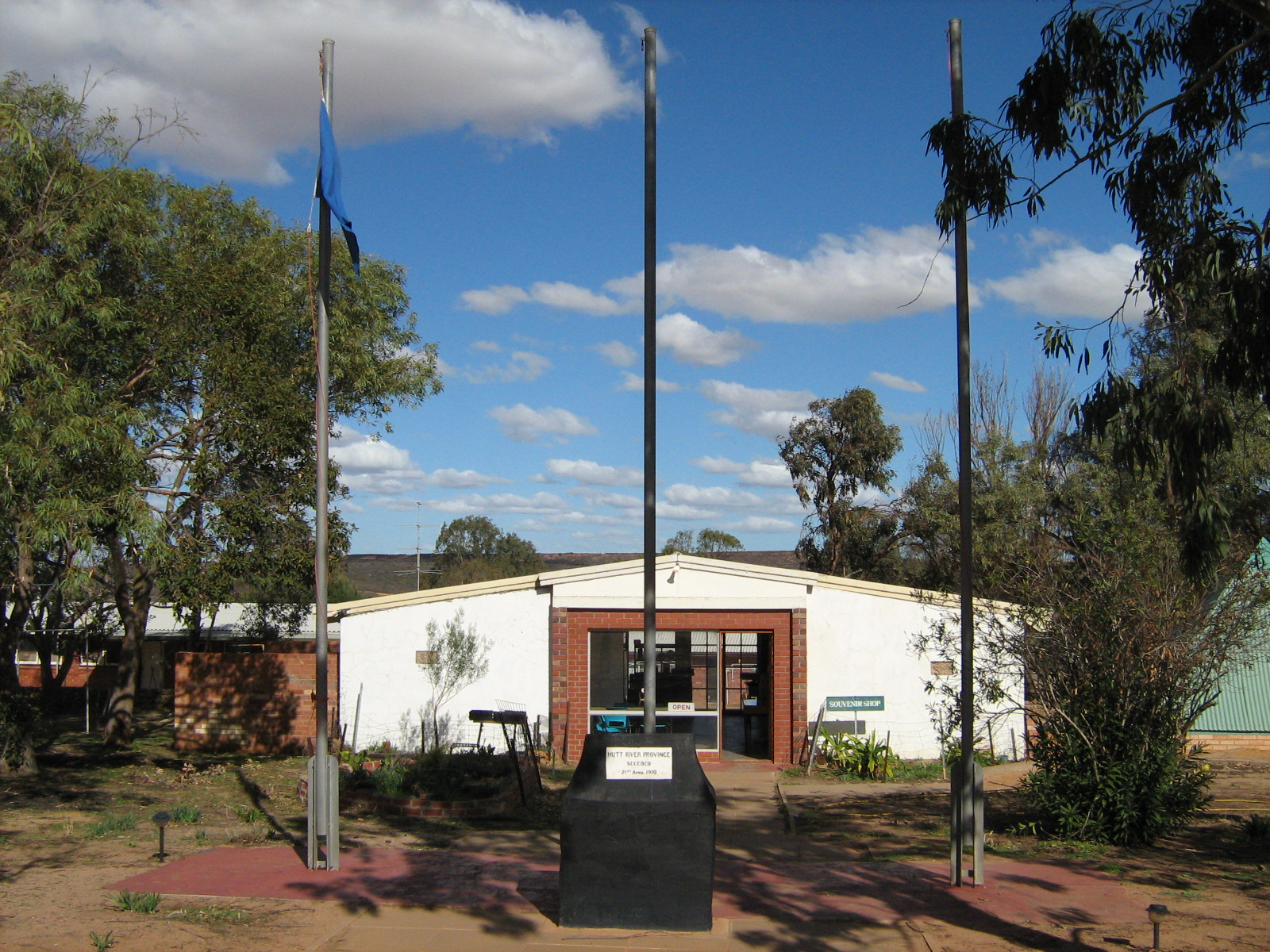
صورة للمقاطعة

تمكنت إدارة مكافحة الجرائم الاقتصادية بالإدارة العامة للتحريات والمباحث الجنائية بشرطة دبي من القبض على عصابة مكونة من ثلاثة أشخاص أحدهما من جنسية آسيوية والآخران من جنسية أوروبية يقومون بعمليات نصب واحتيال على العامة.
التفاصيل تعود إلى اليوم 7 نوفمبر لعام 2007 حيث تلقت الإدارة كتاب من وزارة الخارجية مكتب دبي مفاده بأنهم قد تلقوا مذكرة من السفارة الأسترالية في أبوظبي تفيد بوجود مكتب في دبي في أحد الفلل الكائنة بمنطقة البرشاء ويديره الأول (م.ن) الذي يلعب دور السفير حيث يدعي بأن المكتب هو عبارة عن سفارة لمقاطعة (هوت ريفر) الأسترالية حيث يقومون فيه باستصدار وبيع جوازات سفر باسم المقاطعة بمبلغ وقدره (20.000) دولار أمريكي لكل جواز، بينما أفادت السفارة الأسترالية بأن تلك المنطقة تقع غرب أستراليا، وأنها لا تتعدى كونها أرض ذات ملكية خاصة تستخدم لزراعة القمح، وأن الحكومة الأسترالية لا تعترف بمقاطعة هوت ريفر قانونيا ولا بأي ألقاب ملكية أو مكتب حكومي أو وزير لهذه المقاطعة، وليس من الممكن للعائلة المالكة لتلك المقاطعة تأسيس قنصليات أو بلديات أو إصدار وثائق سفر.
عليه تم تشكيل فريق عمل للبحث والتحري وجمع المعلومات وبعد التأكد من صحة تلك المعلومات تبين بان المكتب (السفارة) والذي يتخذ من إحدى الفلل الكائنة بمنطقة البرشاء مقراً لعملياته ويوحي بكل ما تعنيه الكلمة بأنه سفارة من خلال الأعلام المنصوبة والمكاتب ذات الرفاهية العالية، بينما لم يكن هناك أي شكل قانوني للأعمال التي يقومون بها ولم يكونوا مرخصين من الجهات المعنية بالدولة.
عليه وفي 6 يناير 2008 تم اتخاذ الإجراءات القانونية اللازمة من النيابة العامة ألقي القبض على كل من المتهم الأول (م.ن) والذي يلعب دور السفير أوروبي الجنسية والمتهم الثاني (م.أ) والذي يعمل كوسيط حيث يقوم بجلب الزبائن الذي يقومون بشراء تلك الوثائق الخاصة بالمقاطعة من الأول والمتهمة الثالثة (أ.ش) والتي تعمل بمهنة سكرتيرة للأول وبتفتيشهم ذاتياً تم العثور بحوزة الثالثة على حقيبة جلدية أفادت بأنها عائدة للأول كما أعترف بذلك حيث أنها تحتوي على مبلغ (20.000) دولار ومبلغ (260.000) درهم وبتفتيش المكتب (السفارة) ومقر سكن كل واحد منهم وسياراتهم تم العثور على مجموعة من جوازات سفر لمقاطعة (هوت ريفر المزعومة) وأجهزة حاسب آلي ودفتر وصولات وفواتير وصور جوازات لأشخاص قاموا بالنصب عليهم وبطاقات هوية من مقاطعة هوت ريفر وملفات تحتوي على طلبات الحصول على جوازات وبعض الأوراق والوثائق التي تخص الموضوع أعلاه، عليه وجهت لهم تهمة الاحتيال للاستيلاء على مال الغير حيث أن كثيرين وقعوا في شراكهم وتم توقيفهم على ذمة القضية وأحيلوا مع المضبوطات إلى النيابة العامة لاستكمال التحقيقات.